# 조지 그로트
조지 그로트(영어: George Grote, 영어 발음: /ɡroʊt/, 1794년 11월 17일~1889년 9월 12일)는 잉글랜드의 역사가, 정치인이다. 은행원으로 일하며 런던 의회 의원으로 재직했다. 독학으로 그리스어와 역사를 공부했고 기원전 301년까지의 그리스의 역사를 서술한 12권 분량의 역사서 《그리스의 역사》(1846~1851)를 집필했다. 이 저작은 당대의 그리스사 서적들 중 최고로 평가받았으며 반 세기 이상 역사학계에 영향력을 발휘했다.
1849년부터 유니버시티 칼리지 런던에서 일했으며 1860년에 대학 재무담당자, 1868년에는 학장이 되었고 1862년부터 사망할 때까지 유니버시티 칼리지 런던의 부총장을 지냈다.

## 저서
- 《그리스의 역사》(A History of Greece; from the Earliest Period to the Close of the Generation Contemporary with Alexander the Great, 1846~1851)